# Халулу
Халулу (англ. Halulu Lake) — озеро в центральной части острова Ниихау (США), самого маленького в цепи Гавайских островов. Третье по величине (после Халалии и Кеалиа, разделённых сушей на несколько водоёмов).

## Описание и происхождение названия
Площадь водной поверхности озера в дождливые сезоны — около 7,4 км² (по другим источникам — 15 км²). В засушливое время вследствие испарения уровень воды в озере падает.
По словам гавайских лингвистов Мэри К. Пукуи, Сэмюэля Х. Эдьберта, Эстера Т. Мукуни озеро названо в честь одноимённой территории острова и происходит от имени мифической птицы халулу, питавшейся людьми.

## История
До нападения на Перл-Харбор и начала Второй мировой войны для США остров, на котором находилось озеро принадлежал фермеру Алимеру Фрэнсису Робинсону. Центральная местность острова у берегов озера была распахана для предотвращения посадки японских самолётов и использования острова в качестве аэродрома. Вследствие того, что посадка на острове была невозможна, самолёт ВВС Японской империи потерпел здесь аварию. Следы борозд всё ещё видны на острове.

## Биоразнообразие
На озере и в его окрестностях обитают гавайская лысуха, гавайский ходун и гавайская кряква. В озере водится кефаль. До вхождения в состав США гавайский закон Капу запрещал ловлю рыбы в озере, за исключением сезона уборки урожая. В наши дни озеро используется для разведения кефали.